# Now You’re Gone
„Now You’re Gone” – singel Bazzheadza wydany w 2006 roku przez Sony BMG Music Entertainment.

## Produkcja i wydanie
W 2006 roku Mental Theo pod pseudonimem Bazzheadz nagrał swoją wersję utworu „Boten Anna” Basshuntera w języku angielskim pod tytułem „Now You’re Gone” bez jego zgody. Piosenkę zaśpiewał Sebastian Westwood. W 2007 Basshunter postanowił przy współpracy Bazzheadza z wokalnym udziałem Westwooda nagrać własną wersję „Now You’re Gone”, która została wydana jako singel 31 grudnia 2007 roku.

## Notowania na listach przebojów
| Kraj  | Lista (2007)       | Najwyższa pozycja |
| ----- | ------------------ | ----------------- |
| Dania | Tracklisten Top 40 | 18                |